# Serbiens herrlandslag i ishockey
Serbiens herrlandslag i ishockey representerar Serbien i ishockey för herrar. Serbien och Montenegro delas i maj-juni 2006 upp i Serbien och Montenegro.
Första matchen spelades i Zagreb den 11 april 2007, under världsmästerskapets Division II-grupp, där Serbien slog Turkiet med 6-4 .

## VM-statistik

### 2007-
| VM-Turneringar | Matcher | Segrar | Förluster | Sudden deaths-/Straffläggningssegrar | Sudden deaths-/Straffläggningsförluster | Gjorda mål | Insläppta mål | Poäng |
| -------------- | ------- | ------ | --------- | ------------------------------------ | --------------------------------------- | ---------- | ------------- | ----- |
| VM             | 0       | 0      | 0         | 0                                    | 0                                       | 0          | 0             | 0     |
| Division I     | 5       | 0      | 4         | 0                                    | 1                                       | 8          | 46            | 1     |
| Division II    | 49      | 21     | 19        | 2                                    | 7                                       | 224        | 172           | 74    |
| Division III   | 0       | 0      | 0         | 0                                    | 0                                       | 0          | 0             | 0     |

- ändrat poängsystem efter VM 2006, där seger ger 3 poäng istället för 2 och att matcherna får avgöras genom sudden death (övertid) och straffläggning vid oavgjort resultat i full tid. Vinnaren får där 2 poäng, förloraren 1 poäng.